# Gunnar Fischer

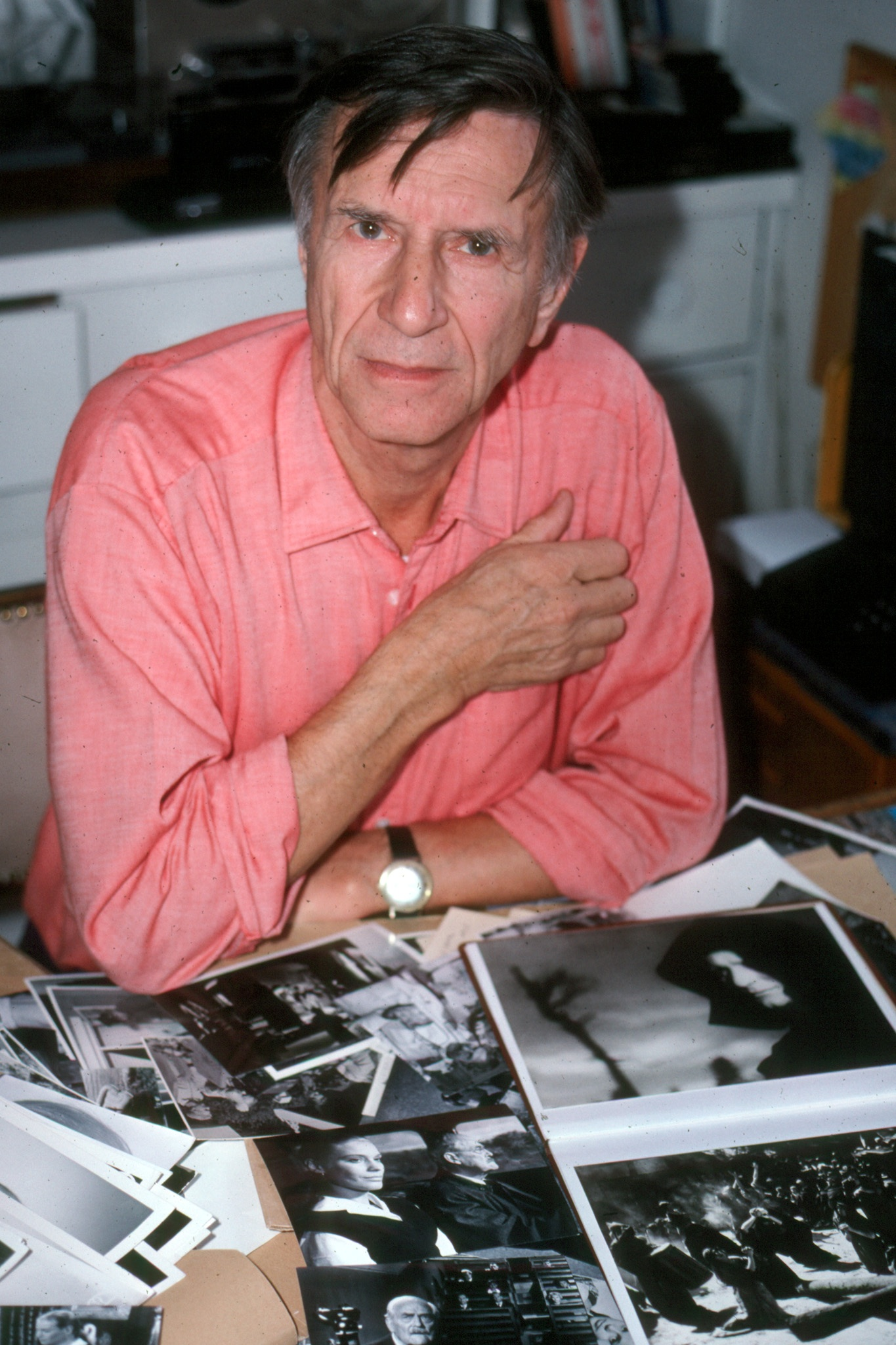
Gunnar Fischer (1985)

Gunnar Fischer (* 18. November 1910 in Ljungby, Småland; † 11. Juni 2011 in Stockholm) war ein schwedischer Kameramann. Er wurde insbesondere durch seine Arbeit für die frühen Filme Ingmar Bergmans bekannt.

## Leben
Gunnar Fischer begann seine Filmkarriere Mitte der 1930er Jahre als Assistent von Kameramann Julius Jaenzon, der wiederum für Victor Sjöström gearbeitet hatte. Seine erste Arbeit als Chefkameramann war der Film Riksdagens högtidliga öppnande (1942), drei Jahre später drehte er für Regisseur Carl Theodor Dreyer Två människor.
Beginnend mit Hafenstadt (1948) fotografierte er bis 1960 fast alle Filme Ingmar Bergmans, darunter Das siebente Siegel und Wilde Erdbeeren, die dem schwedischen Filmemacher den internationalen Durchbruch brachten. Für Kritiker Torsten Jungstedt zeichnete Fischer unter anderem für die Porträtfotografie verantwortlich, die Bergmans Filmen dieser Zeit ihr Profil gaben. Filmhistoriker Peter Cowie hob die expressionistischen, kontrast- und nuancenreichen Schwarzweißbilder Fischers aus dieser Schaffensperiode hervor. Das Teufelsauge war ihr letzter gemeinsamer Film, Bergman arbeitete fortan mit Sven Nykvist zusammen. Nach Aussage des Regisseurs waren künstlerische und menschliche Differenzen der Grund für das Ende ihrer Partnerschaft. Dessen ungeachtet gestaltete Fischer für Bergmans The Touch (1971) die Titel.
Eine von Fischers letzten Arbeiten war Jacques Tatis Parade (1974), bald darauf zog er sich aus dem Filmgeschäft zurück. 2003 erhielt er den schwedischen Filmpreis Guldbagge für sein Lebenswerk. Er starb im Juni 2011 im Alter von 100 Jahren in Stockholm.

## Filmografie (Auswahl)
- 1945: Två människor – Regie: Carl Theodor Dreyer
- 1948: Schütze Bumm in Nöten (Soldat Bom) – Regie: Lars-Eric Kjellgren
- 1948: Hafenstadt (Hamnstad) – Regie: Ingmar Bergman
- 1949: Durst (Törst) – Regie: Ingmar Bergman
- 1950: Menschenjagd (Sånt händer inte här) – Regie: Ingmar Bergman
- 1950: An die Freude (Till glädje) – Regie: Ingmar Bergman
- 1951: Einen Sommer lang (Sommarlek) – Regie: Ingmar Bergman
- 1952: Sehnsucht der Frauen (Kvinnors väntan) – Regie: Ingmar Bergman
- 1953: Die Zeit mit Monika (Sommaren med Monika) – Regie: Ingmar Bergman
- 1955: Das Lächeln einer Sommernacht (Sommarnattens leende) – Regie: Ingmar Bergman
- 1957: Das siebente Siegel (Det sjunde inseglet) – Regie: Ingmar Bergman
- 1957: Wilde Erdbeeren (Smultronstället) – Regie: Ingmar Bergman
- 1958: Das Gesicht (Ansiktet) – Regie: Ingmar Bergman
- 1960: Das Teufelsauge (Djävulens öga) – Regie: Ingmar Bergman
- 1961: Lustgarten (Lustgården) – Regie: Alf Kjellin
- 1961: Die Wilderer vom Teufelsmoor (Pojken i trädet) – Regie: Arne Sucksdorff
- 1961: Einer unter vielen (Een blandt mange) – Regie: Astrid Henning-Jensen
- 1964: 491 – Regie: Vilgot Sjöman
- 1969: Das Gold am Krähenberg (Kråkguldet) – Regie: Leif Krantz, Olle Mattsson
- 1974: Parade – Regie: Jacques Tati